# Aulacidea harringtoni
Aulacidea harringtoni är en stekelart som först beskrevs av William Harris Ashmead 1887.  Aulacidea harringtoni ingår i släktet Aulacidea och familjen gallsteklar. Inga underarter finns listade.